# Сеніт
Сені́т Заді́к Задік (італ. Senhit Zadik Zadik), відома також як Сеніт (італ. Senhit раніше італ. Senit) (нар. 1 жовтня 1979, Болонья, Італія) — італійська співачка еритрейського походження. Вона представляла Сан-Марино на пісенному конкурсі «Євробачення» у 2011 році з пісню «Stand By» та у 2020-му мало знову представити країну з піснею «Freaky!», але конкурс було скасовано. 16 травня 2020 року SMRTV оголосив, що Сеніт представлятиме Сан-Марино на «Євробаченні 2021» з піснею «Adrenalina».

## Біографія
Сеніт народилася в Болоньї, в сім'ї емігрантів з Еритреї. Свою кар'єру співачка розпочала за кордоном, виступаючи в різноманітних мюзиклах у Швейцарії та Німеччині. У 2002 року Сеніт повернулася до Італії, і 2006 року випустила свій дебютний альбом, який отримав назву «Senit». Наступного року вона випустила другий альбом — «Un Tesoro è necessariamente nascosto», а 2009 року — третій (англомовний) альбом «So High».

### Євробачення 2011
Сеніт представляла Сан-Марино на пісенному конкурсі «Євробачення 2011» в Дюссельдорфі, Німеччина. Співачка виконала пісню «Stand By» у першому півфіналі, 10 травня, але до фіналу не пройшла .

## Дискографія

### Альбоми
- 2006 — Senit
- 2007 — Un Tesoro è necessariamente nascosto
- 2009 — So High

### Синґли
- 2005 — La mia città è cambiata
- 2005 — La cosa giusta
- 2005 — In mio potere
- 2007 — La faccia che ho
- 2007 — Io non dormo
- 2009 — Work Hard
- 2009 — No More
- 2010 — Party on the Dance Floor